# Riodipine
Riodipine (INN; tên thương hiệu Foridon và Ryosidine) là một thuốc chẹn kênh calci.